# Sân vận động Defensores del Chaco
Sân vận động Defensores del Chaco (tiếng Tây Ban Nha: Estadio Defensores del Chaco) là một sân vận động đa năng ở Asunción, Paraguay. Sân hiện đang được sử dụng chủ yếu cho các trận đấu bóng đá. Sân vận động đã từng có sức chứa hơn 50.000 người, tuy nhiên trong những năm qua, sân vận động đã trải qua quá trình tu sửa, giảm sức chứa xuống còn 42.354 chỗ ngồi. Sân vận động một lần nữa được cải tạo vào năm 2015.

## Tổng quan
Sân vận động đã được khai trương vào năm 1917 và tên đầu tiên của nó là "Sân vận động Puerto Sajonia" vì nó nằm trong khu phố Sajonia ở Asunción. Sau khi Uruguay giành huy chương vàng Olympic môn bóng đá năm 1924, Hiệp hội bóng đá Paraguay đã quyết định đổi tên sân vận động thành "Uruguay" để tôn vinh quốc gia Nam Mỹ. Sau đó, tên đã được hoàn lại thành Sân vận động Puerto Sajonia.
Trong Chiến tranh Chaco, sân vận động được sử dụng làm kho chứa đạn dược và đấu trường đoàn quân. Sau chiến tranh, sân được đổi tên với tên hiện tại là "Defensores del Chaco" (Người bảo vệ Chaco) để vinh danh những người lính chiến thắng tham gia Chiến tranh Chaco giữa Paraguay và Bolivia. Sân đã trải qua những lần cải tạo trong các năm 1939, 1996 và 2007.
Sân vận động không thuộc sở hữu của một đội nào (nó là sân vận động quốc gia) và sân được sử dụng chủ yếu để tổ chức các trận đấu trên sân nhà của đội tuyển bóng đá quốc gia Paraguay và cho các trận đấu của câu lạc bộ bóng đá quốc tế như Copa Libertadores và Copa Sudamericana. Sân cũng tổ chức các trận đấu quan trọng trong Cúp bóng đá Nam Mỹ 1999, bao gồm cả trận chung kết mà Brasil đã đánh bại Uruguay.

## Người thuê sân
Đội tuyển bóng đá quốc gia Paraguay chơi các trận đấu trên sân nhà của họ tại sân vận động trong vòng loại World Cup và các trận đấu giao hữu quốc tế.
Các câu lạc bộ địa phương như Club Cerro Porteño, Club Libertad, Club Nacional, Club Guaraní và Club Olimpia thường chơi các trận đấu trên sân nhà của họ tại sân vận động cho Primera División Paraguayaya, Copa Libertadores và Copa Sudamericana.

## Tai nạn và sự cố
- 1 tháng 2 năm 2009; hai sĩ quan cảnh sát chống bạo động đã thiệt mạng và năm người bị thương khi họ bị tấn công bởi một khối xi măng là một phần của sân vận động. Khối xi măng rơi từ độ cao bảy mét. Trận đấu bóng đá diễn ra trong sự sụp đổ đã bị trì hoãn 40 phút.[4]

## Các sự kiện khác
| Quốc gia                        | Nghệ sĩ        | Ngày                 | Chuyến lưu diễn              |
| ------------------------------- | -------------- | -------------------- | ---------------------------- |
| Thụy Điển                       | Roxette        | 23 tháng 4 năm 1992  | Join the Joyride! Tour       |
| México                          | Luis Miguel    | 3 tháng 12 năm 1996  | Tour America 1996            |
| México                          | RBD            | 25 tháng 4 năm 2008  | Empezar desde Cero Tour 2008 |
| Pháp Tây Ban Nha Hoa Kỳ Thụy Sĩ | Il Divo        | 20 tháng 12 năm 2011 |                              |
| Vương quốc Anh                  | Paul McCartney | 17 tháng 4 năm 2012  | On the Run                   |

## Hình ảnh

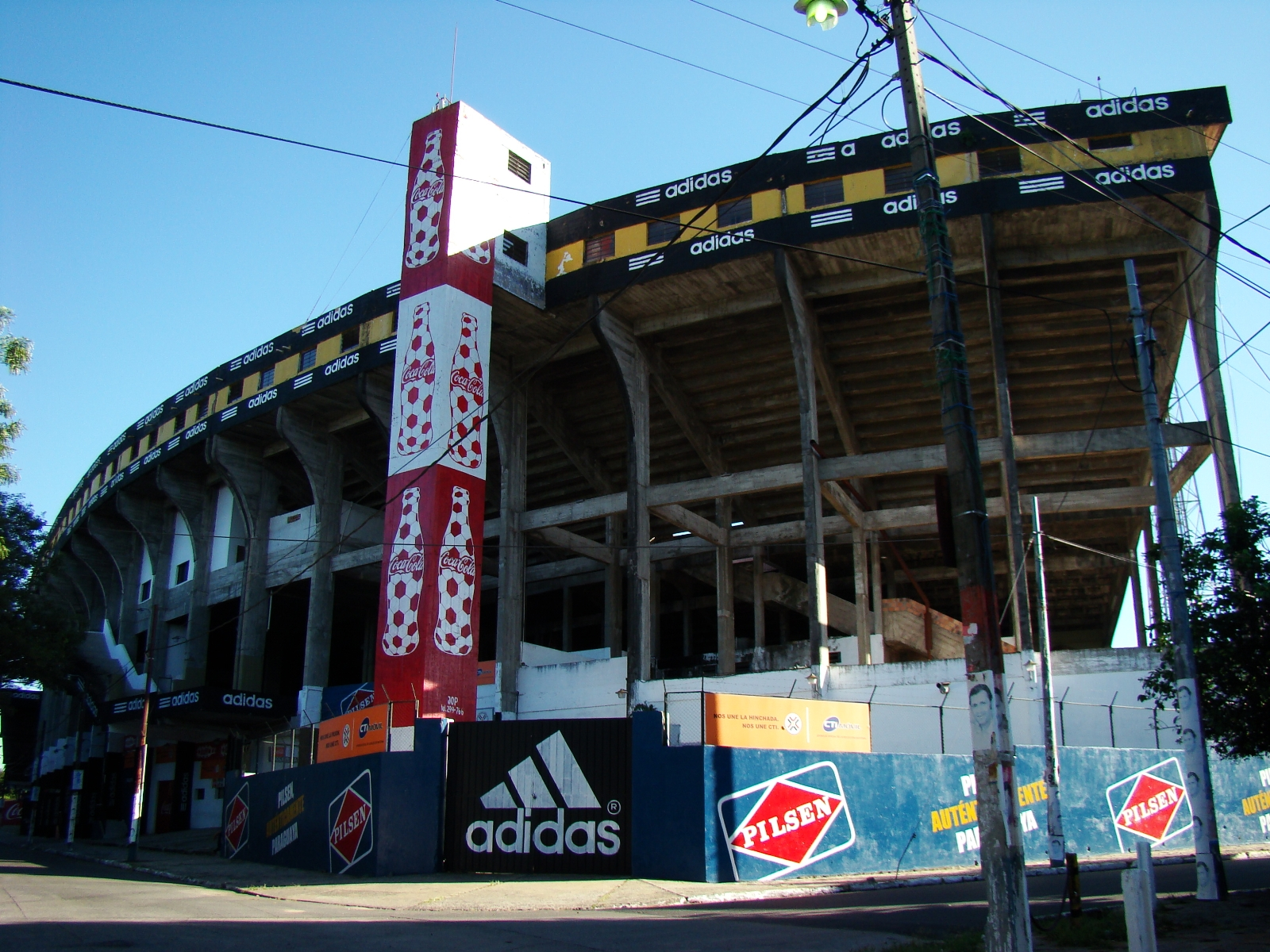
Bên ngoài sân vận động
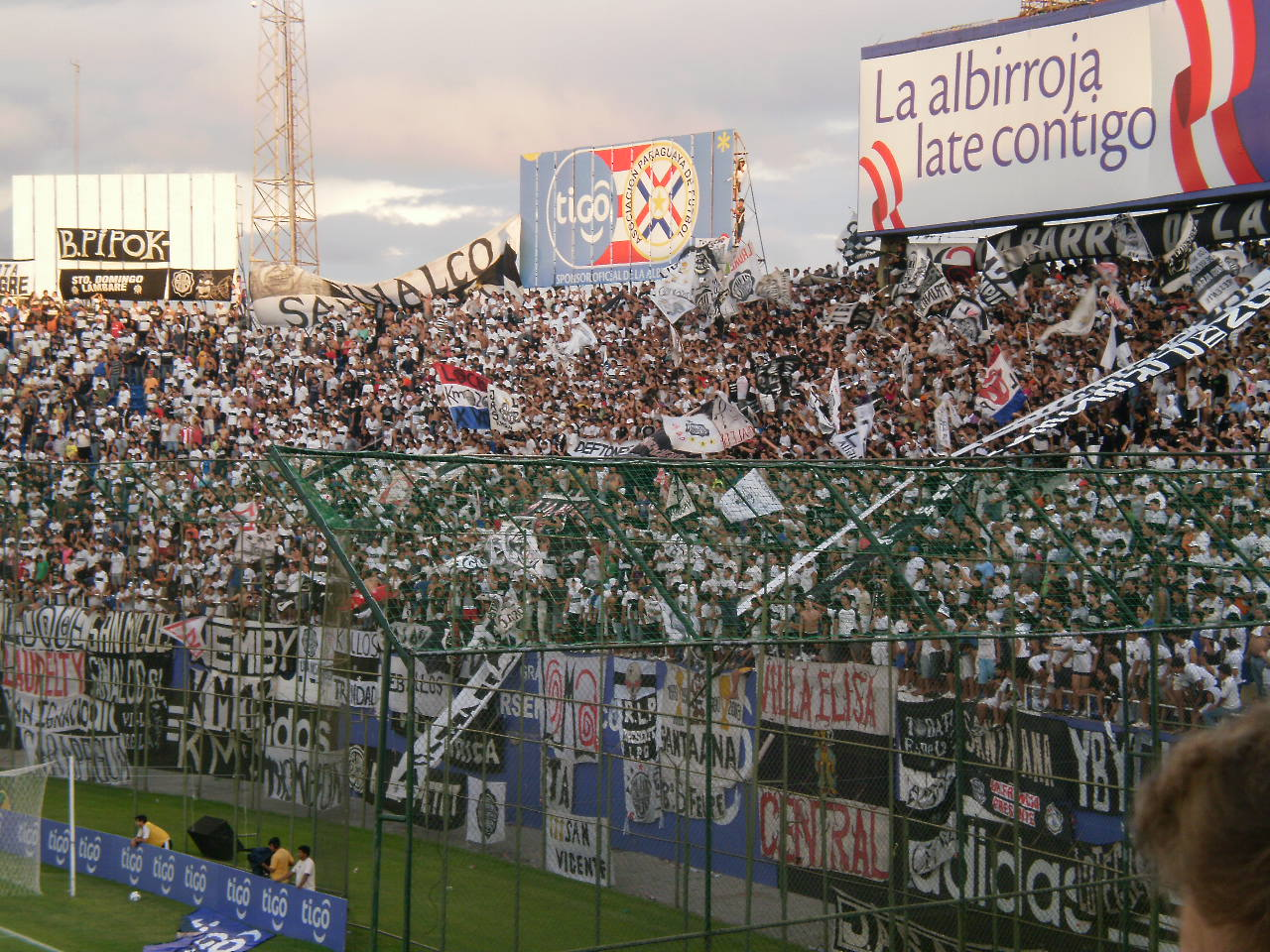
Cổ động viên Club Olimpia Asunción
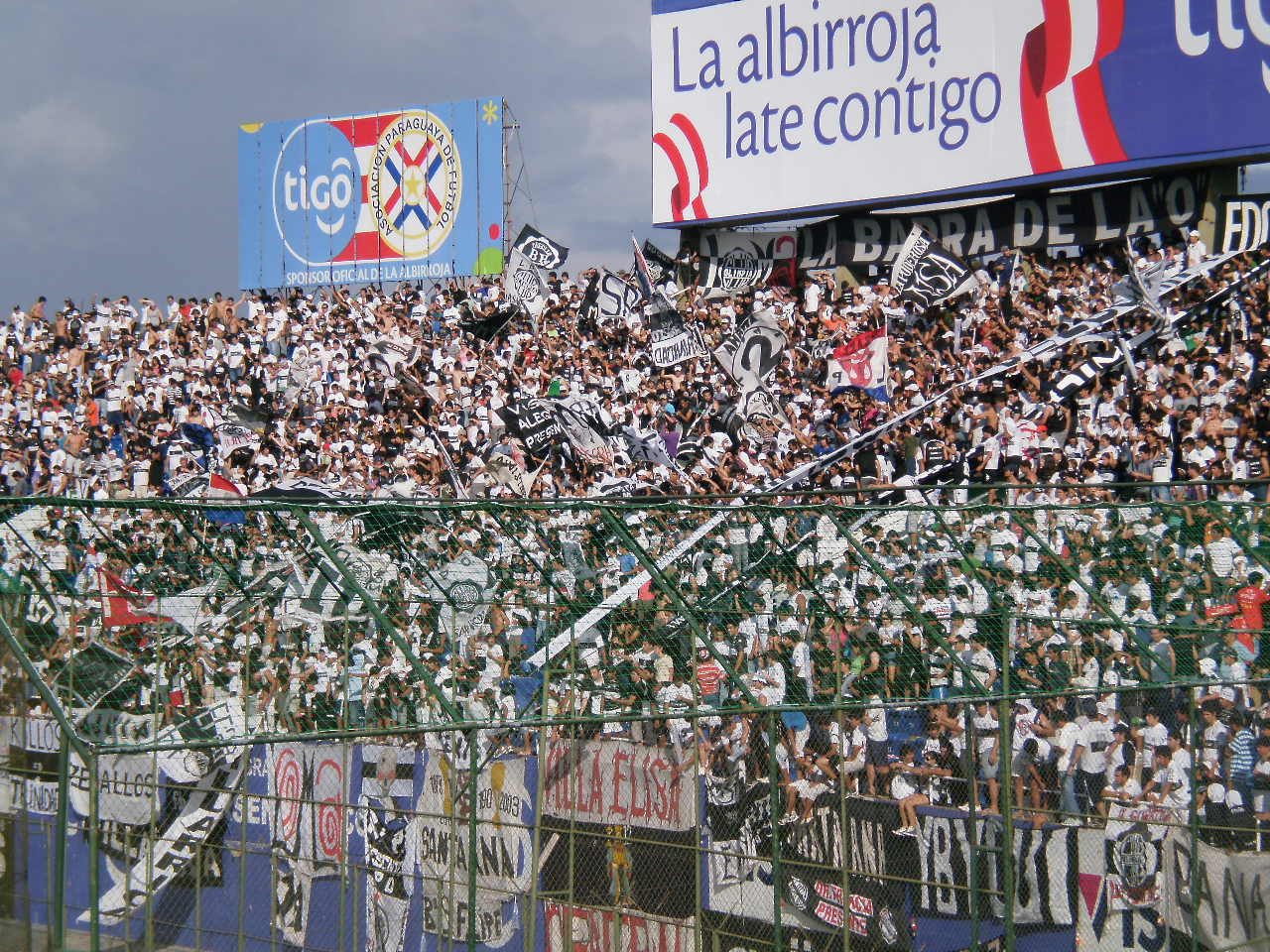
Cổ động viên Club Olimpia Asunción
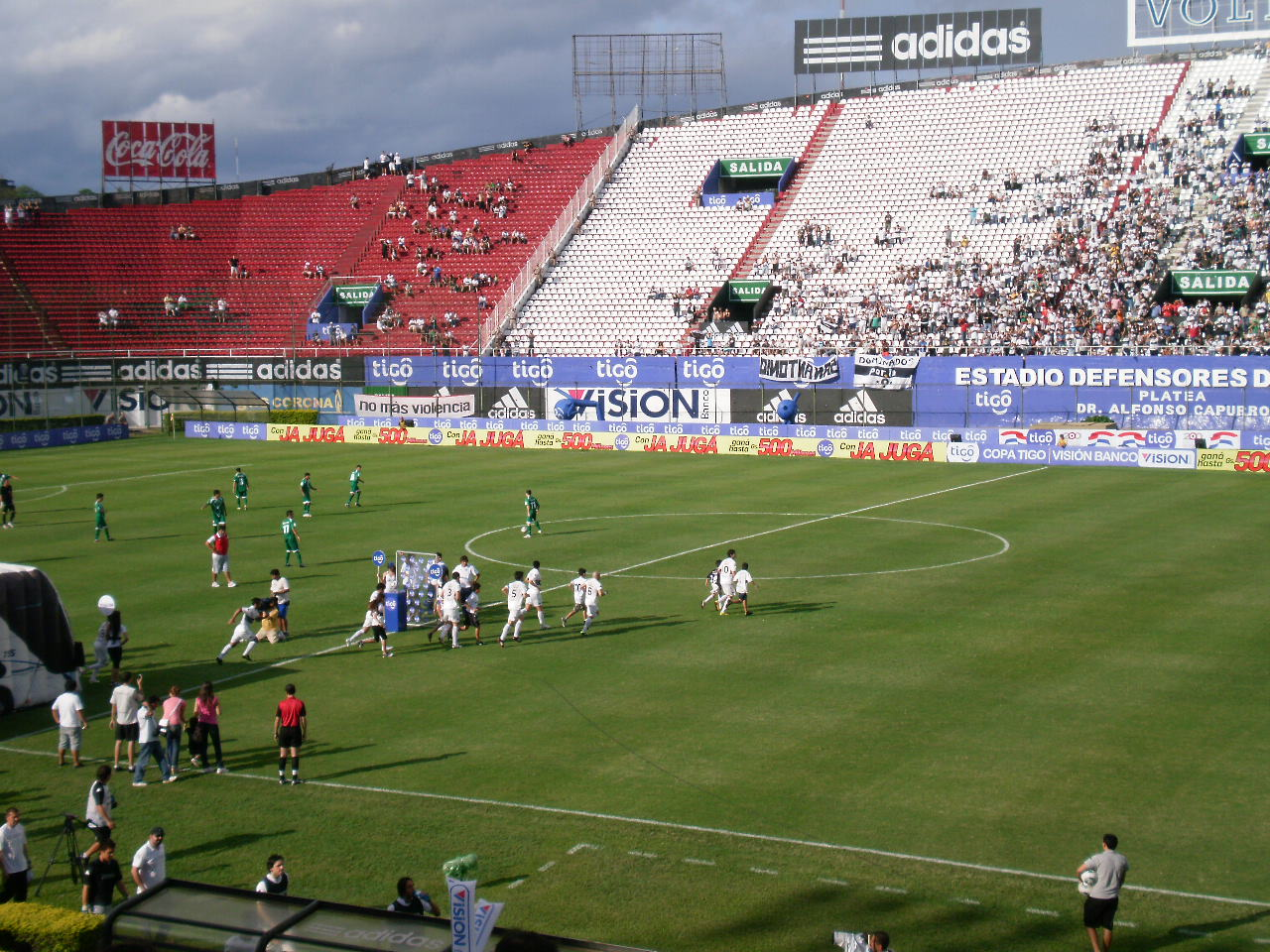
Sân vận động trong trận đấu giữa Olimpia Asunción và 3 de Febrero vào năm 2011